# Malouetia cubana
Malouetia cubana är en oleanderväxtart som beskrevs av A. Dc.. Malouetia cubana ingår i släktet Malouetia och familjen oleanderväxter. Inga underarter finns listade i Catalogue of Life.